# الحور (فرع العدين)

تعديل مصدري - تعديل

الحور محلة تابعة لقرية اسفل حيران، التابعة لعزلة المزاحن بمديرية فرع العدين إحدى مديريات محافظة إب في الجمهورية اليمنية، بلغ تعداد سكانها 103 حسب تعداد اليمن لعام 2004.